# 弗拉迪米爾·普丁替身陰謀論

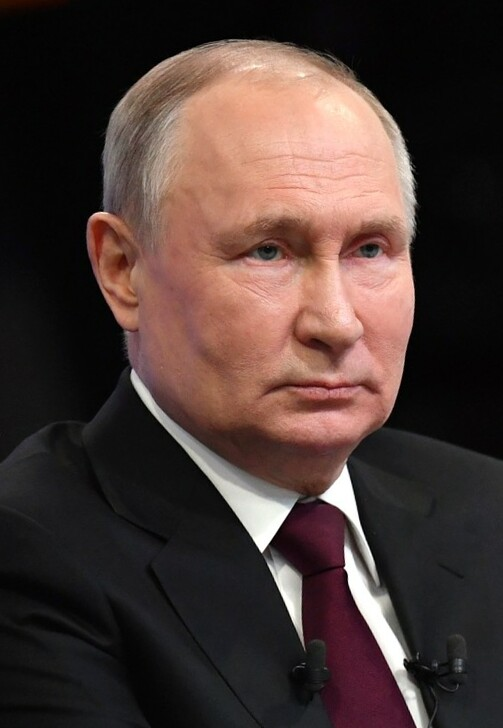
2023年12月的弗拉迪米爾·普丁

關於俄羅斯總統弗拉迪米爾·普丁使用替身的陰謀論主要基於其外表的不一致。 陰謀論者認為，這些「替身」接受過整容手術，使其與「本尊」更為相似，並以普丁的下巴、耳垂和額頭皺紋等面部特徵作為證據。他們還聲稱普丁使用替身是因為他的健康狀態每況愈下，或者要前往對他來說過於危險的地區。
這項理論已被普丁的反對者用作工具，包括烏克蘭媒體和官員及英國小報。俄羅斯否認了這些指控，目前尚無可靠證據證明這一理論。

## 歷史
關於弗拉迪米爾·普丁使用替身的指控在其擔任俄羅斯總統初期就開始出現。2004年12月，《共青團真理報》報導了一項提議，稱有人提出從特維爾州波米諾村的一名替身手中購買總統的「祖宅」，而該村正是普丁父母的故鄉。隨著時間的推移，普丁替身的話題在媒體界一直備受關注，也在社群網路上引發討論，例如，在總統暫時消失期間，Kremlin.ru網站上發布了預先準備好的新聞報導。一些網友猜測，普丁依靠替身來掩蓋其日益惡化的健康狀態。另一些則認為，他們被派往對「本尊」來說太危險、風險太高的地方。第三個版本則稱普丁已死，實際上治國的是他的替身。
2010年代，一個表情包流行起來，包含普丁「本尊」和他的六個「替身」（「話癆」、「乌德穆尔特人」、「宴會」、「庫奇馬」、「瘀傷」和「外交官」）的照片和描述。根據這個表情包，每個「替身」都有各自的職責或特徵，例如「話癆」參加普丁記者會，「外交官」參與談判，「宴會」負責採訪、握手和與公眾合影，「庫奇馬」的特點是「破紀錄的胖下巴」，而「烏德穆爾特人」基本上是「最糟的替身」，僅在「話癆」需要休假時出現。 2016年9月5日，俄羅斯記者奧列格·卡申在其Facebook頁面上發布了這個表情包，使其更為流行。
2018 年，一名Twitter用戶引用了普丁在不同日期拍攝的三張照片，並暗示這位政治家實際上是三個不同的人，《国际财经时报》稱這些指控是「比較不尋常的陰謀論之一」。
2020年，由於擔心感染新冠病毒，普丁開始在會議上採取預防措施，這進一步加劇了有關他替身的傳聞。

### 2022年後
在俄羅斯入侵烏克蘭期間，有關普丁使用替身的陰謀論謠言顯著增加。

#### 烏克蘭方指控
烏克蘭媒體經常發布有關普丁替身的未經證實謠言，烏克蘭高階官員也常對此進行討論。
2022年8月，烏克蘭軍事情報局局長基里洛·布达诺夫在烏克蘭電視台1+1頻道上暗示，普丁在幾次公開露面中，耳朵的樣子都不一樣：「每個人耳朵的樣子都是獨一無二的，不可能重複。」烏克蘭少將瓦迪姆·斯基比茨基也表示，普丁一直在使用替身來掩蓋其日益惡化的健康狀態。
一張普丁於2023年1月全俄大學生日期間訪問莫斯科國立大學的照片加劇了陰謀論的傳播。烏克蘭報紙《基輔郵報》記者傑森·J·斯馬特分享了此次訪問的照片，聲稱普丁「穿著增高鞋」，而且「大多數公開活動出現的都是一個長得像普丁的人——而非真正的普丁。他的身高、耳朵和體重的變化令人費解。」
一年半多來，普丁大部分時間都待在俄羅斯。然而，自2023年2月以來，普丁更常與人近距離接觸（例如，2月在盧日尼基舉行的集會，3月訪問被佔領的馬里烏波爾，以及瓦格納集團兵變後不久於2023年7月在傑爾賓特舉行的會議）。普丁在2023年的不尋常舉動引發了公眾關注，並引發了人們對其可能使用替身的質疑。據《商業內幕》報道，普丁前往被佔領的馬里烏波爾與當地人進行了互動，這再次引發了有關普丁在公開場合使用替身的傳言。 《華盛頓郵報》關於普丁訪問馬里烏波爾的文章版本刪除了原文中關於普丁使用替身的內容。
2023年3月，烏克蘭內政部長顧問安東·格拉先科試圖找到普丁使用替身的證據，他發布了三張普丁下巴的照片，並質疑這些照片是否為同一人。烏克蘭國防部新聞處發言人安德烈·尤索夫也稱，普丁並未造訪馬里烏波爾，而是派了替身前往；這據稱可以從照片中不同的下巴看出。路透社、Snopes和義大利的openFactChecking隨後進行事實查核，發現第一張用於比較的圖片發佈於 2020 年，而不是 2023 年；第二張照片與第三張一樣，是在馬里烏波爾拍攝的，而非塞瓦斯托波爾。 Snopes最終認定這些指控是虛假的。
2023年5月，基里洛·布達諾夫指出：「至少有三人（替身）會定期出現。」2023年6月，烏克蘭安全局編制了一份如何區分「替身」的指南。
2023 年春，前克格勃官員謝爾蓋·日爾諾夫在「拜訪戈爾東」頻道上談到了普丁的替身，稱他們「住在地堡裡」，「沒有人把他們放出去」。
2023年6月，普丁訪問達吉斯坦期間，謠言再次升溫。專家表示，雖然無法證實普丁此行是否使用了替身，但這位俄羅斯總統很可能採用了不同的方式來提升其公眾形象，並表明他願意放鬆警惕。普丁這次訪問達吉斯坦，也是為了在叶夫根尼·普里戈任叛變後展現自己的聲望。 2023年10月，在普丁訪問中國的背景下，這項陰謀論再次被傳播。

#### 「SVR將軍」
據稱與俄羅斯政治學家和陰謀論者瓦列里·索洛維關係密切的Telegram頻道「SVR將軍」（Генерал СВР）積極宣傳這一陰謀論。據該頻道稱，真正的普丁大部分時間都待在地堡裡，在一張長桌上接待賓客，而與公眾的會面也有替身出席。2023年3月，「SVR將軍」稱，普丁從未去過克里米亞或馬里烏波爾，總統的替身只是「短暫訪問，並拍攝了影片和照片」。
另一項未經證實的說法也受到了國際社會的廣泛關注。該報導發表於2023年10月，聲稱普丁的心臟於莫斯科時間10月26日晚上8時42分停止跳動，隨後他的屍體被放置在瓦爾代國際辯論俱樂部住所的「冰櫃」中，而俄羅斯聯邦安全會議秘書長尼古拉·帕特鲁舍夫實際上利用普丁的「替身」作為傀儡來管理國家。索洛維聲稱，綽號「瓦西里奇」的普丁替身也於同月訪問了中國。
索洛維自2016年起就一直在談論普丁的重病問題，當時他預測普丁將因「不可抗力因素」而辭職。普丁屍體被藏冰櫃的故事在網路上大多只引發了嘲笑。

### 俄羅斯當局反應
2000年8月，俄羅斯聯邦安全局局長葉夫根尼·穆羅夫稱普丁沒有替身。 2001年，弗拉迪米爾·普丁否認了有關他有替身的傳聞。
2015年，在一次記者會後，一名記者向普丁展示了一張與他極其相似的人的照片，普丁回應：「什麼替身？我沒有替身。我為什麼需要他們？」普丁在2020年2月接受塔斯社採訪時承認，在21世紀初「反恐鬥爭最艱難的時期」，他曾被要求使用替身。然而，據稱他拒絕了這種做法。
俄羅斯總統發言人德米特里·佩斯科夫曾多次駁斥這項陰謀論，稱普丁沒有替身。 2021年12月，他指出，普丁在得知有關替身的事時「笑了」。2023年4月20日，佩斯科夫稱「普丁替身」前往普丁總部的說法「很奇怪」，4月24日又稱替身問題為「又一個謊言」。2023年10月，他稱這些謠言是「資訊騙局」，「只能讓人發笑」。11月4日，他表示，有關普丁替身的資訊有時會出現在Telegram頻道中，甚至「專家們」還對他們的數量感興趣。他還指出：「我們只有一個普丁。」
2023年12月14日，在一年一度的普丁記者會中，當被問及替身時，普丁表示，他「經過深思熟慮，決定只應該有一個人長得像我並用我的聲音說話，而那個人就是我」。

## 分析
俄羅斯-拉脫維亞獨立媒體《美杜莎報》利用人臉辨識和比較神經網路Amazon Rekognition進行的分析顯示，「替身們」的相似度高達99.6%至99.9%，這與陰謀論相矛盾。
2023年6月，日本臉部辨識和語音辨識領域的研究人員得出結論，普丁可能至少有一個替身。研究者選擇普丁參加2023年莫斯科勝利日閱兵的畫面為比較基準。 研究人員透過對臉部特徵進行分析發現，2022年12月駕駛賓士車通過克里米亞大橋的普丁與閱兵式上的普丁相似度僅為53%，而後者與2023年3月訪問馬里烏波爾的普丁相似度則達到40%。對普丁2023年5月在歐亞經濟論壇演講中「謝謝」一詞的分析發現，一些聲音的發音存在「顯著差異」，凸顯了普丁在不同場合的聲音可能存在差異。
俄羅斯獨立媒體《Proekt》調查了普丁在2022年11月至2023年11月期間參加公共活動的情況。 2023年12月，《Proekt》得出結論，普丁意外地定期違反其嚴格執行的新冠病毒相關限制，這導致一些不願透露姓名的「克里姆林宮記者」在接受採訪時相信了替身理論，而這可以用總統競選來解釋。
臨床心理學家馬特維·索科洛夫斯基指出，文學作品中分身形象的獨特之處在於它能夠反映出主角性格中的陰暗面，從而暗示出邪惡的意圖、殘忍和不公正的行為。因此，相信普丁「替身」陰謀論的人可能會將「真正的俄羅斯總統」視為一位慈祥體貼的祖父，拒絕鎮壓和與鄰國發生軍事衝突。在這種情況下，「假」總統的決策表明，他周圍的一切也是「假的」，索科洛夫斯基認為這可能會起到安撫作用。

## 陰謀論之外的「替身」
許多俄羅斯媒體及俄語媒體都有提及長得像弗拉迪米爾·普丁的人。這些人參加各種活動，包括婚禮、公司聚會、電影、幽默節目，只要提供金錢就能與他們合影。阿納托利·戈爾布諾夫、瓦西里·霍羅霍爾金、弗拉基米爾·別洛烏索夫和德米特里·格拉喬夫都位列其中。根據《華盛頓郵報》報道，波蘭人斯拉沃米爾·索巴拉「是俄羅斯總統的知名職業模仿者之一，甚至可以說是最知名的」，因而被全球稱為「假普丁」。中國安徽一位名為羅元平的農民也因貌似普丁於2011年在網路上爆紅。